# Халкоцит
Халкоцит е минерал със състав Cu2S (димеден сулфид).
Относителна плътност: 5.5 – 5.8 g/cm3
Твърдост по Моос: 2.5 – 3